# 小坂子町
小坂子町（こざかしまち）は、群馬県前橋市の地名。郵便番号は371-0122。2013年現在の面積は5.59km2。

## 地理
赤城山南麓の傾斜地に位置している。

### 河川
- 金丸川

## 歴史
江戸時代頃からある地名であり、前橋藩領だった。近年は1972年に畜産団地が造成され、その後南端には芳賀東部工業団地が造成された。

### 年表
- 1889年4月1日 町村制施行により、小坂子村は勝沢村、五代村、端気村、鳥取村、小神明村、嶺村と合併し南勢多郡芳賀村が成立する。
- 1896年4月1日 郡統合（東群馬郡と南勢多郡の統合）により勢多郡に所属する。
- 1954年4月1日 周辺1町5村（元総社村、上川淵村、下川淵村、桂萱村、群馬郡東村、総社町）とともに芳賀村は前橋市へ編入する。そのため前橋市小阪子町となる。
- 1977年 一部が高花台1-2丁目となる。
- 1986年 一部を五代町に編入し、五代町、鳥取町の各一部を当町に編入する。

### 地名の由来
緩急、大小の坂がいくつも続く地形上の条件から生じたもとと考えられている。

## 世帯数と人口
2017年（平成29年）8月31日現在の世帯数と人口は以下の通りである。
| 町丁     | 世帯数  | 人口    |
| -------- | ------- | ------- |
| 小坂子町 | 678世帯 | 1,788人 |

## 小・中学校の学区
市立小・中学校に通う場合、学区は以下の通りとなる。
| 番地 | 小学校             | 中学校             |
| ---- | ------------------ | ------------------ |
| 全域 | 前橋市立芳賀小学校 | 前橋市立芳賀中学校 |

## 交通

### 鉄道
鉄道駅はない。

### 道路
国道は通っていらず、県道は群馬県道34号渋川大胡線、群馬県道101号四ツ塚原之郷前橋線、ふるさと農道が通っている。

## 施設
- 福徳寺
- 小坂子町新公民館